# Inguški jezik
Inguški (ГІалгІай Ğalğaj (izg. /ʁəl.ʁɑj/; ISO 639-3: inh) je jezik kojim govore Inguši u Ingušetiji (prikavkaska republika u sastavu Rusije) i okolnim krajevima. 413 000 govornika u Rusiji (2002 popis).
Zajedno s čečenskim i još nekim jezicima pripada u nahsku skupinu sjeveroistočnih kavkaskih jezika.
Nekada se pisao prilagođenim arapskim pismom, latinicom, a danas se piše prilagođenom ćirilicom.

## Vanjske poveznice
- Ethnologue (14th)
- Ethnologue (15th)
- Ethnologue (16th)
- Ingush Language Project at UC Berkeley (eng.)
- University of Graz - Language Server  Arhivirana inačica izvorne stranice od 30. rujna 2007. (Wayback Machine) (eng.)
- Gramatika inguškog i vezani materijal (rus.)
- Neslužbena stranica Ingušetije (rus.)